# バプテストの継承性
バプテストの継承性(Baptist successionism)とは、『バプテストの永続』(Baptist perpetuity)、または『血まみれの道』(The Trail of Blood)としても知られている、バプテスト教会の起源と連続性に関する、さまざまな理論のうちのひとつである。それは今日のバプテスト教会と、ほぼ同じ信仰を保ったままキリストのいた頃の時代より、歴史上における継承教会の途切れることのない連鎖に関する理論である。（但し、どの時代でもバプテストという名称ではなかった。）　　モンタノス派、パウロ学派、カタリ派、ヴァルド派、アルビ派、そしてアナバプテスト派などのような、古来の幼児洗礼に反対したグループ、それらはバプテストの後継者らによって現代のバプテスト教会の先駆者として、お互いの間で見なされてきた。これらの歴史観は「殉教者の鑑」(Martyrs Mirror)のような著書の中に記録として残されている。
この見識は、かつてより大抵はバプテストの間で保持されてきた。しかし、19世紀の終盤以来になると、その理論は、ますます非難と今日までに至る大いなる疑念の影響を受けるようになった。そして20世紀後半に入り、アメリカの南部バプテスト教会の間では有力な見識（考え方）として、いまだに継続されている。その見識は、おもに今日のランドマーク派と同一のものだが、もっとも彼らは、そう独善的ではない。この概念は、ローマ・カトリック、東方正教会、そして聖公会の使徒継承説、さらにモルモン教の復古主義者の考え方に対立する立場、またさらにストーン、キャンベルの復帰運動など、それらの対比の中で、見い出すことができる。

## 初期の明確な理論
バプテストの継承性は、早くも1652年には、ジョン・スピットルハウス(John Spittlehouse)と名乗る、英国バプテスト教徒によって『使徒時代から今現在に至る、イエス・キリストの初代教会〔今、悪評高きアナバプテスト派〕に関する信仰継承の継続性の立証』、という長いタイトルの著書の中で提唱されていた。
バプテスト継承論に立つ歴史家は、アナバプテストの古い時代に至るものとして、ローマ・カトリックとプロテスタントの歴史家と弁護者の声明書の大部分を信頼した。あるひとつの声明書は、ウィリアム・ウィリアムズ（William Willams，アメリカ・南部バプテスト教会神学校の教授のひとり）によって、彼のバプテスト史の講演会の中で例証された。オランダ改革派の神学者、アナエオス・ユパイジと、イザーク・ヨハンネス・デルモウトの著作〔彼らの研究資料から『オランダにおける改革派教会の歴史，Breda, 1819』〕 の中で、このように述べている：
　『我々はすでにバプテストに関する、次の事実を見てきた。　・・・かつての時代はアナバプテストという名であったこと、そして近年におけるメノナイト派は、もともとはワルドー派であったこと。　やがてここまで後の時代になって、人類は教会の歴史のなかで、良き報酬の名声を得てきた。　その結果として、バプテストは、全ての時代を通して今まで純粋な福音的信仰を守ってきたクリスチャンの共同体として、おそらくは使徒時代から継続された、最古で唯一のキリスト教教派であろう。　この連合体は、ローマ法皇教の連中から論戦されても、この真理の証し人としてバプテスト共同体社会に奉仕し、内側からも外部の圧力にも決して道を逸れることはなかった。　16世紀に引き起こされた宗教改革は必要であり、なくてはならないものだった。　そしてローマ・カトリックの人を惑わす空論の論駁のために、同時に彼らバプテストもまた奉仕した。　彼らの共同体は、かの如く最古の教会共同体社会だからである。』

## バプテスト継承論の提唱者

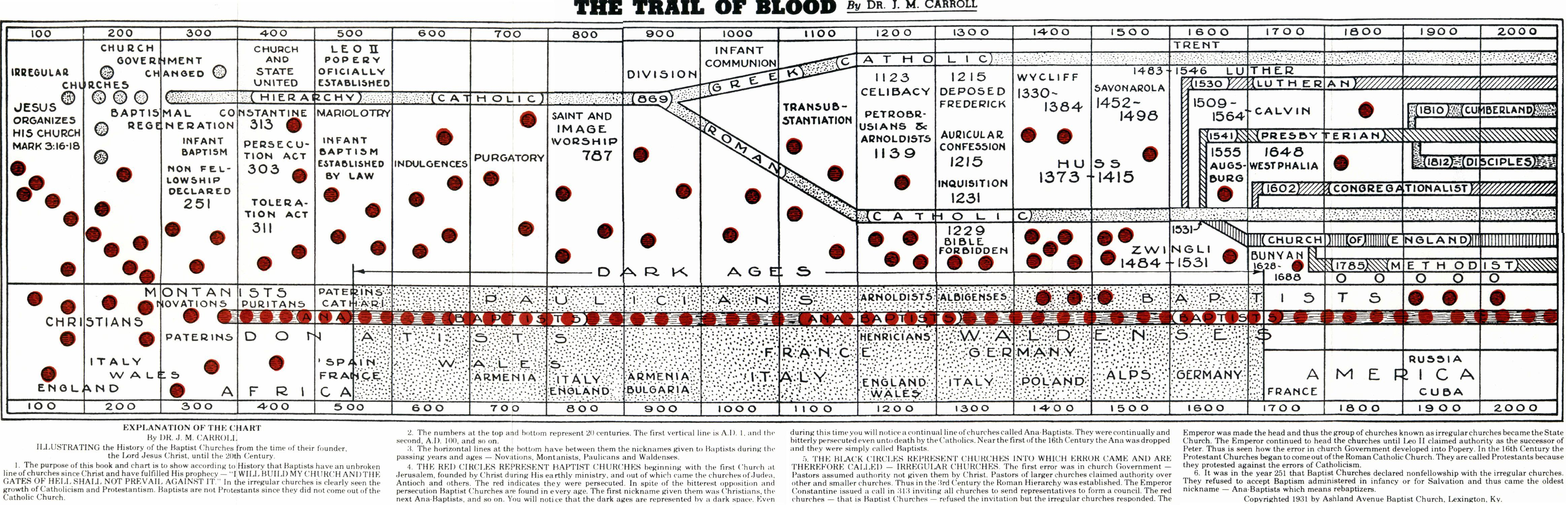
THE TRAIL OF THE BLOOD ,by.J.M.Carroll
バプテストの継承者らによって理解されてきた『血まみれの道』（Trail of Blood ,J.M.キャロル）のチャート図。

ジョン T.クリスチャンの「バプテストの歴史」は、均衡のとれた継承論者の立場から一般的なバプテスト史を著作している。　J.M.キャロルの「血まみれの道」は、初めは1931年に出版され、これまでも出版され続けられているポピュラーな小冊子である。　それは、キャロルを通して語られた「バプテストの永続性と迫害」という主題の講演会に基づいている。この他の、当時の迫害の様子を唱えていたバプテストの著者は、トーマス・クロスビー、G.H.オーチャード、J.M.クランプ、ウィリアム・キャスカート、アダム・テイラー、そしてD.B.レイである。
マーサー大学（米国ジョージア州）の同名の人である、ジェシー・マーサー(Jesse Mercer)は、1811年にジョージア・バプテスト連合会に宛てた回状に書き送った。　その中で彼は、バプテストの継承性に基づく立場から、異質な浸礼（洗礼）による“バプテストの拒絶”を弁護した。　彼は、こう書いた：
『・・・ひとこと言わせてもらうならば、カトリックの主張する使徒継承は歴史的に確証できません。　それなら使徒継承を省いて信心するのは妥当なことです。　使徒継承が失われることは、それが役に立たないという証明ではないし、使徒継承を除いたどれかが正しいことの証明にはならないのです。　彼ら自らの歴史観による“幼児洗礼”は、彼ら自らにおいて歴史的に根拠のないことを認めています。　然るに、我らは幼児洗礼を執行しないし、逆説がはっきり示されるまで彼らに主張する権利を与えることを、我らのうちで思い起こすでしょう。　聖福音による聖体拝領を執行するための十分に適格な条件として『娼婦の母』(MOTHER OF HARLOTS)に起源があることを論拠として考慮すべきです。　彼らは、我らの信仰がむしろキリストに起源があるので、我らを非難することなくいかにも寛大でしょう。　また、かの教会法発布を弁護するのはいかにも愚かしいでしょう、特異な教えを容認するのはもう十分です。　我らは教会法の行使がいったい何なのか示唆するために、彼らから去ります。　さらに、なぜ教会法が存在するのかですが。　儀式の執行は福音の中に模範となるものがないので、もうそれで十分だと思って下さい。　彼らは、とがめなく神の御心に従って信心し、我らを黙認するでしょう。』
バプテストの永続性は、名高い英国のバプテスト説教者チャールズ・スポルジョン(Charles Spurgeon)によっても擁護された。彼の言葉によると：
『バプテストはキリスト教の原型であることを、我らは信じる。　我らは宗教改革によって存在するようになり開始されたのではなかった。　我らは決してローマの教会から枝分かれして来たのではなく、かつてそこに居たというわけではない。我らはルターやカルヴァンが生まれる以前からの宗教改革者であった。　しかるに我らは使徒たち自らより継承した途切れることのない連鎖を保持している。　我らは常にキリストの頃から現存していた、そして我らの信仰の原理は、ほんの少しの季節だけ地表の下を流れているような川の如く、ときどき隠され、また忘れ去られた。　だが我らは、いつでも誠実さと聖なる信徒たちを有していた。』

## 理論から離れた現代の運動
19世紀の末期頃よりバプテストの歴史編修に関する趨勢は継承論者の観点から離れて、現代バプテスト教会の成り行きの結果として17世紀の英国分離主義による観点に移っていた。このバプテストの歴史編修の転換は、1898年にアメリカ・南部バプテスト教会神学校から、ウィリアム・ホワイトシット(William Whitsitt)が、この新しい観点の提唱のために圧力により辞任する誘因となり、南部バプテスト教会の中にあって論争を巻き起こさせた。それにもかかわらず、彼の提唱した新しい観点は彼が辞任した後もその神学校で教えられ続けている。

## 関連事項
- ドナトゥス派
- 分離主義
- バプテスト教会
- 浸礼（バプテスマ） - おもに、バプテスト教会が執行する全身水浴による洗礼の方法。
- アナバプテスト（再洗礼派）
- ランドマーク・バプテスト（ランドマーク主義）
- 血まみれの道
- ジェイムズ・ミルトン・キャロル
- チャールズ・スポルジョン

参考
- 使徒継承（使徒の教会） - キリストの直弟子である十二使徒による直接の主教座の連鎖を継承する信仰の理論。カトリックや東方正教会が主張する概念
- 教会のしるし - 使徒継承によらない、真のキリストの教会であるところの徴を主張する理論。　おもにプロテスタント教会が主張する概念。
- 真理の回復 - 中世以来の大暗黒時代を経て、終末時代に真のキリスト教会が回復するという理論。　おもにキリスト教系の新宗教が主張する概念。
- 幼児洗礼 - カトリック教会などで現在でも秘蹟（サクラメント）として乳児や幼児に洗礼を施す儀式。　バプテストは伝統的に一切認めていない。